# 宣酆
宣酆（?—?），字伯应，东汉时期人物，汝南郡（今河南省上蔡县西南）人。
宣酆年轻时习儒学，通史志，被荐举担任郡守。官至光祿勳，封东阳亭侯。延熹九年（166年）十二月，司空刘茂免职，汉桓帝以宣酆为司空。汉灵帝建宁元年（168年）四月，因为宣酆上书直言，得罪了宦官曹节等人，因此免职回乡，王畅继任司空。